# Гуалегуай (город)
Гуалегуа́й (исп. Gualeguay) — город и муниципалитет в департаменте Гуалегуай провинции Энтре-Риос (Аргентина), административный центр департамента.

## История
В 1750 году испанская военная экспедиция убила в Ла-Матанса большое число индейцев, после чего эти места начали заселять переселенцы из Европы. В 1783 году Томас де Рокамора основал здесь на реке Гуалегуай поселение, которое он назвал Вилья-де-Сан-Антонио-де-Гуалегуай-Гранде (исп. Villa de San Antonio de Gualeguay Grande) в честь святого Антония Падуанского. В тот момент здесь было 56 домов, в которых проживало 150 человек.
В 1872 году был создан муниципалитет.

## Знаменитые уроженцы
- Фернандо Айала (1920—2007) — кинорежиссёр, один из лидеров аргентинского кинематографа.
- Хорхе Бурручага (род.1962) — футболист.
- Рамон Медина Бельо (род.1966) — футболист.
- Хоакин Ларривей (род.1984) — футболист.
- Лисандро Мартинес (род.1998) — футболист.